# Castillo de Barbarroja
El castillo de Barbarroja, llamado así por el sobrenombre del corsario otomano Jeireddín Barbarroja que lo conquistó en 1535, está situado en el municipio de Anacapri (NA), en Campania. La fecha de construcción no es segura, pero quizás se remonta a finales del siglo IX.
La estructura, de la que sólo quedan ruinas, fue propiedad desde 1898  del médico sueco Axel Munthe, quien luego la donó a la fundación homónima. En la estructura, cuyo territorio adyacente es rico desde el punto de vista botánico, hay una estación ornitológica.

## Historia
No se sabe con certeza cuándo se construyó el castillo, aunque se atestigua su existencia a finales del siglo X. Fue erigido con mano de obra local por la ciudad delAmalfi, que lo utilizó para controlar la isla de Capri.
Inicialmente propiedad de Adelferio, hijo de Sergio de Amalfi, quien indicó la zona como Anglum ad Castellum (literalmente «la esquina cerca del Castillo»), fue vendida, con las demás posesiones a Anacapri (como Artimo, Orrico y Gradola), a Giovanni, Comité di Capri, el 15 de noviembre de 988.  De hecho, el documento hace referencia a «unam silvam ad angulum ipsum castellum». Protegida por la fortaleza, la zona disfrutó de un período de estabilidad en los siglos X y XI.
Durante la conquista normanda del sur de Italia, Amalfi se rebeló varias veces contra el dominio normando y esto les llevó a modernizar también las fortificaciones de Capri. En el interior del castillo se crearon nuevas estancias, incluida una capilla con bóveda extradosada. En 1129, Roger II de Sicilia envió una flota comandada por el almirante Jorge de Antioquía contra la rebelde Amalfi. Para romper la resistencia de la ciudad, los normandos atacaron las fortificaciones que la rodeaban: Capri, donde murieron la mayoría de los civiles, fue la segunda en caer, después de las islas de Li Galli.
Para responder a la evolución de las técnicas de asedio y de las armas de fuego, la fortaleza se modernizó en el siglo XIII con la introducción de una torre cilíndrica escarpada, dos cortinas, ménsulas para los matacanes y otros elementos.
Durante el siglo XV la isla de Capri sufrió numerosos ataques de corsarios musulmanes, durante los cuales la población se refugió en la fortaleza. En 1535, sin embargo, los piratas otomanos liderados por Jeireddín Barbarroja y Turgut Reis lograron tomar el castillo, que fue destruido, y la población que había buscado refugio allí fue secuestrada. Aunque se inició la reconstrucción de la fortaleza, las obras nunca se completaron porque fueron confiadas a constructores napolitanos que no tenían suficiente experiencia. Por lo tanto, dejada únicamente al cuidado de los habitantes de Anacapri, la fortaleza nunca fue terminada.
A partir de entonces fue ignorada hasta el siglo XVIII, cuando se indica la ubicación del castillo en algunos tratados de geografía. Volvió a utilizarse con fines bélicos a principios del siglo XIX, reforzada tanto por los ingleses (1806), que construyeron matacanes para fusileros y un polvorín, como por los franceses (1808), que construyeron una muralla que, desde el castillo, alcanzó al final de la escala fenicia.  Con el nacimiento del interés por los hallazgos arqueológicos y el entorno mediterráneo a mediados de siglo XIX, el castillo - descrito por un viajero de la época como «una ruina inmersa en una naturaleza salvaje y encantadora» - se convirtió en objeto de curiosidad. y destino de excursionistas, e incluida, en la primera mitad del siglo XX, en todos los mapas y guías turísticas relativas a la isla.
En 1898, el castillo de Barbarroja fue comprado, junto con el territorio circundante, por el médico sueco Axel Munthe, quien, odiando la caza, lo convirtió en un "santuario de aves". De hecho, la zona era una zona de renombre para la caza de codornices y Munthe ciertamente no encontró el favor de la población de Capri al imponer la prohibición. También obtuvo una ley especial, redactada por Benito Mussolini, que prohibía la caza de aves en la isla de Capri durante todo el año.
Después de la muerte de Munthe, a partir del 16 de junio de 1950, el castillo pasó a formar parte de la Fundación Axel Munthe y es propiedad del consulado sueco con sede en Villa San Michele.

## Descripción y estructura

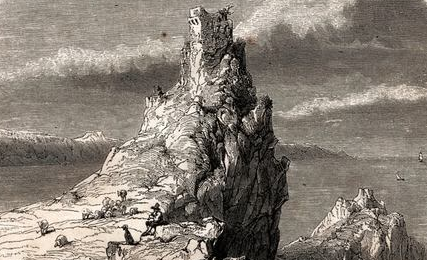
Las ruinas del castillo de Barbarroja en una imagen realizada en 1854.

El castillo de Barbarroja está situado a 412 metros sobre el nivel del mar en una explanada de 250 m² que da a un lado del monte Solaro.
La construcción tiene planta cuadrangular, pero uno de los muros es semicircular. Las ruinas de la parte más alta, además de constituir el núcleo central del edificio, corresponden a lo que fue la zona residencial del señorío; de hecho aquí hay una capilla con techo abovedado, ábside y un pequeño campanario. Debajo del mismo se encuentra un aljibe, que ha sido utilizado como almacén. Junto a la capilla y escalonada de ella hay una segunda sala de la que se conservan algunos elementos arquitectónicos, entre ellos la cubierta abovedada, una pequeña rendija y un vano en arco. Otra habitación está cubierta por un ático con vigas de hierro y se utiliza como habitación de servicio.
La fortaleza fue construida con pirca, utilizando piedra local. Las cubiertas, como ya se mencionó, están compuestas por bóvedas y los pisos son de mayólica.
De los elementos de defensa, quedan dos torres, ubicadas en la parte inferior de la estructura: la primera, de planta cuadrada, construida en época suaba mientras que la segunda, de planta circular, construida en época angevina.

## Botánica
La fortaleza está rodeada de maquia baja, que se ve afectada por la sequía y el mal nutrimento, hasta casi degradarse en garriga.
Entre las especies vegetales presentes se encuentran el madroño, la coronilla, la euforbia, el brezo, la retama y el arrayán. En invierno florecen la anémona, el asfódelo, la brassica, la madreselva, el azafrán y la jara rosa y blanca.
Cerca del castillo se encuentran algunos ejemplares de pino carrasco, que sobrevivieron a los incendios de 1972 y 1987 que afectaron al pinar plantado en el lugar en 1901 por Axel Munthe.

## Ornitología
El castillo de Barbarroja alberga la estación ornitológica de Capri. De hecho, la montaña sobre la que se levanta la fortaleza constituye una importante escala para las aves migratorias que sobrevuelan el Mediterráneo desde Europa hasta África durante el invierno y en sentido contrario en primavera.
La actividad ornitológica en la isla fue iniciada por la Sociedad Ornitológica Sueca en 1956, a la que se unió a principios de los años ochenta la Liga Italiana para la Protección de las Aves (LIPU), posteriormente sustituida por el Centro de Anillamiento del Instituto Superior para la Protección y la Investigación del Medio Ambiente de Bolonia. El centro utiliza la isla como estación para recoger datos relativos al sexo, edad, especie, tamaño y peso de las aves capturadas mediante el uso de una red. Antes de ser liberados, finalmente se les coloca un anillo metálico que, en caso de su posterior recaptura, permite seguir su movimiento.
Todavía hay actividades de investigación suecas en la isla, gestionadas por la estación ornitológica de la isla de Öland. Con el tiempo, la investigación realizada ha ido cambiando: inicialmente tenía como objetivo estudiar las migraciones de primavera y otoño; más recientemente, esto ha sido reemplazado por proyectos sobre orientación de aves, transmisión de enfermedades y estudios de migración de mariposas.